# Nocolotowe
Nocolotowe (Nyctibiiformes) – nowo wyróżniony rząd ptaków z infragromady ptaków neognatycznych (Neognathae).

## Zasięg występowania
Rząd obejmuje gatunki występujące w Ameryce Południowej i Środkowej oraz w Meksyku.

## Systematyka
Do rzędu należy jedna rodzina, tradycyjnie zaliczana do rzędu lelkowych:
- Nyctibiidae Des Murs, 1853 – nocoloty